# Marit Nybakk
Marit Nybakk (née le 14 février 1947 à Nord-Odal) est une femme politique norvégienne membre du Parti du travail. Elle est vice-présidente du parlement norvégien depuis 2013. Elle a été membre du parlement norvégien depuis 1986. Depuis 2016, elle est présidente de l'Association norvégienne pour les droits des femmes.